# Франс Пурбус Молодший
Франс Пурбус Молодший (Frans Pourbus II; 1569, Антверпен — 9 лютого 1622, Париж) — фламандський художник-портретист, представник Північного Відродження.

## Життєпис
Походив з мистецького роду Пурбус. Син Франса Пурбуса Старшого, онук Петера Пурбуса. Народився у м. Антверпен, де родина мала художню майстерню, близько 1569 року. Спочатку навчання у батька, перейнявши низки його манер. Після смерті останнього у 1581 році перебирається до діда Петера Пурбуса, що мешкав у Брюгге.
У 1584 році стає самостійним майстром. У 1591 році був зарахований до Гільдії художників Св. Луки. Доволі швидко  стає відомим портретистом, отримує численні замовлення від буржуазії Антверпена. У 1592 році до нього надходять замовлення від представників іспанської адміністрації у Брюсселі. А у 1599 році робить портрет намісника Нідерландів ерцгерцога Альбрехта Австрійського та Ізабелли Іспанської.
У 1600 році здійснив поїздку в Інсбрук, Турин, Рим і Париж. Водночас працює над великим замовленням Вінченцо I, герцога Мантуї. За протекції роду Гонзага опиняється у супроводі французької королеви Марії Медічі. З цього моменту до кінця життя оселяється у Парижі. Незабаром стає придворним художником короля Людовика XIII. Помер у 1622 році.

## Творчість
На початку творчості наслідував манері батька та Франса Флоріса. З часом розвинув власний стиль. Поступаючись своєму батькові в теплоті колориту і соковитості пензля, проте проявив себе вельми вправним майстром.
Найбільш вдалі його твори — «Таємна вечеря», «Св. Франциск, який одержує стигмати Христові», «Портрет Генріха IV», «Портрет Марії Медичі», «Чоловічий портрет», «Убитий Генріх IV на парадному смертному ложі».

## Родина
1. Коханка — Еливета Франкен
Діти:
- Єлизавета

## Обрані твори (галерея)

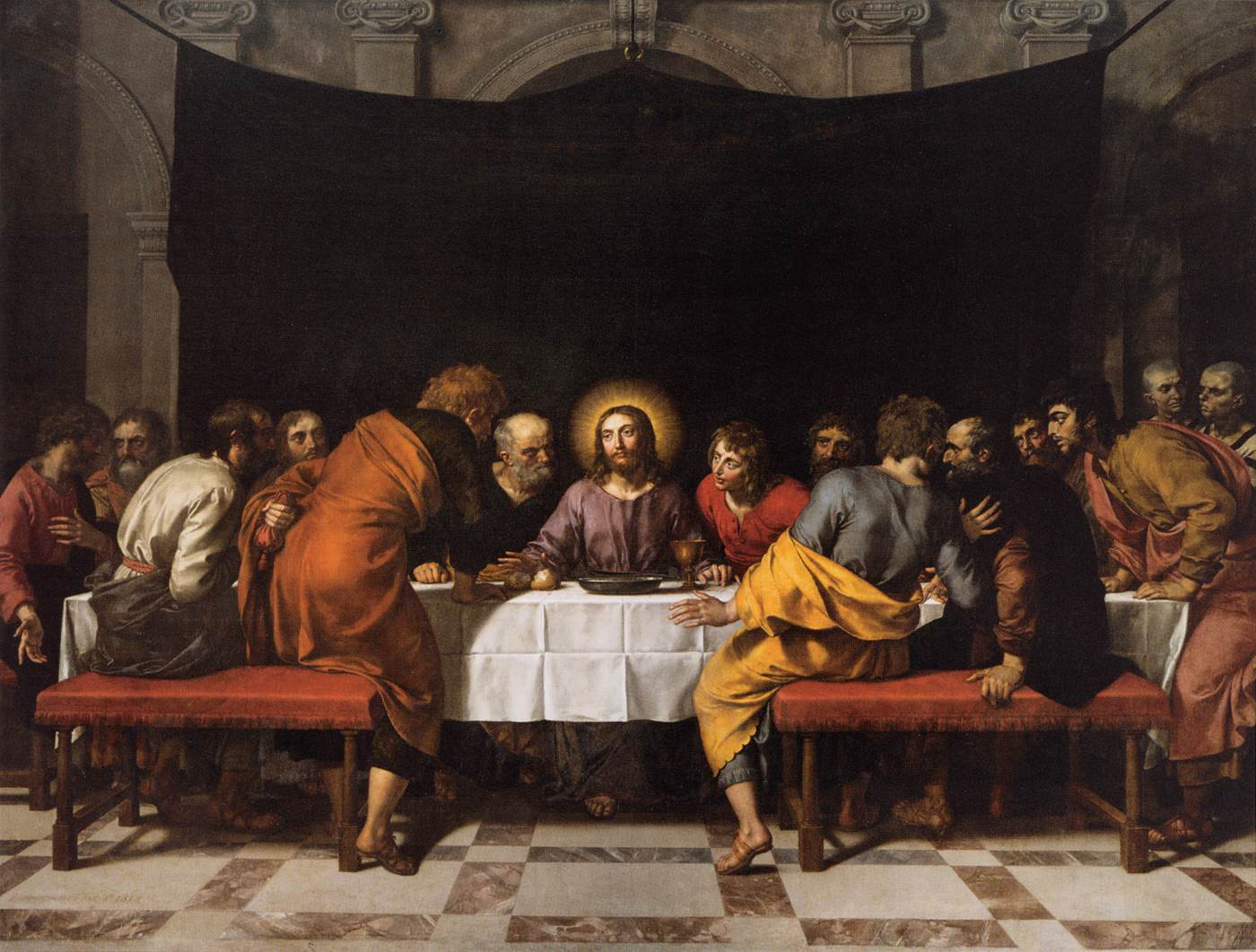
Франс Пурбус молодший. «Таємна вечеря»

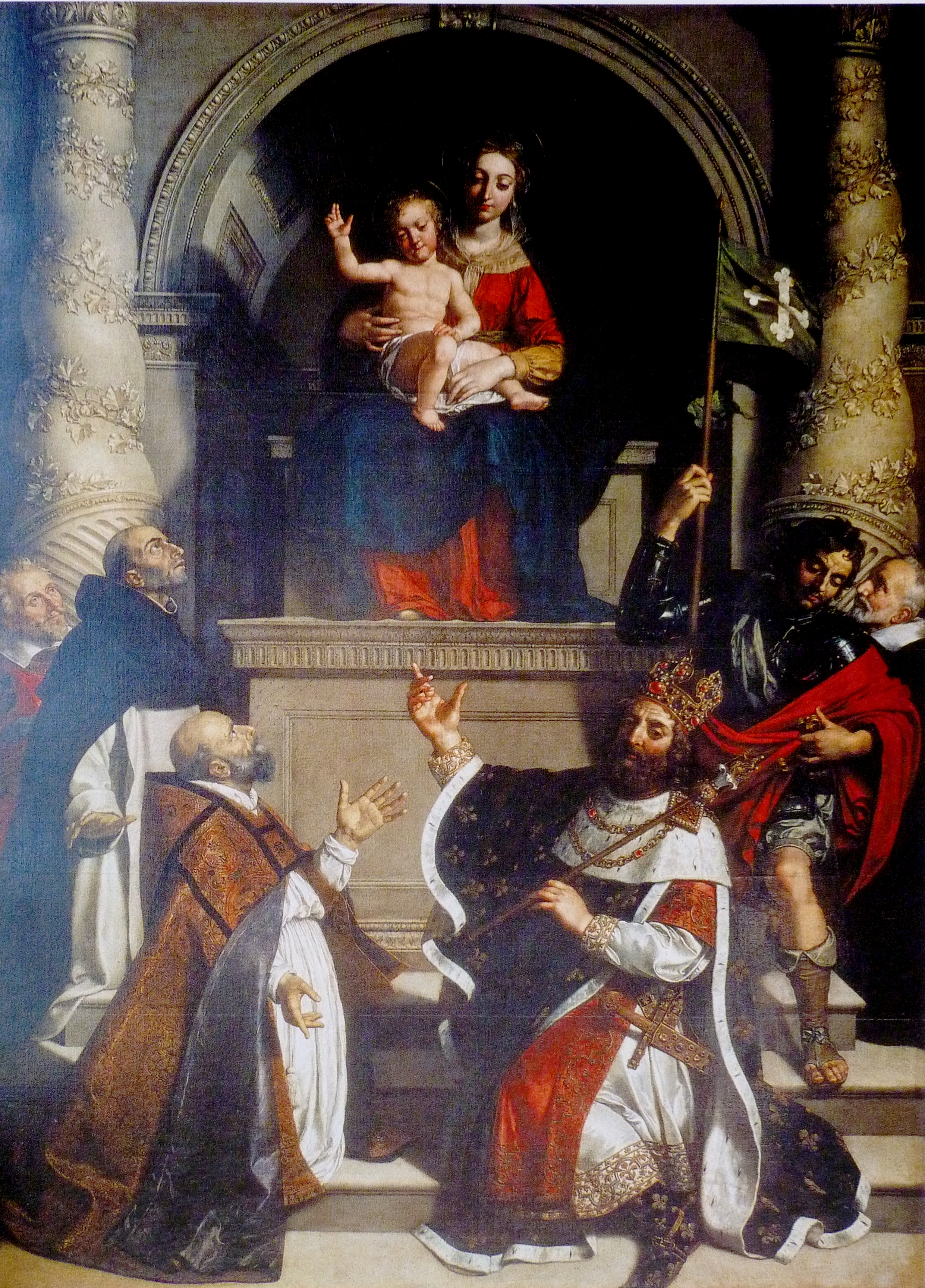
Франс Пурбус молодший. «Мадонна родини де Вік».
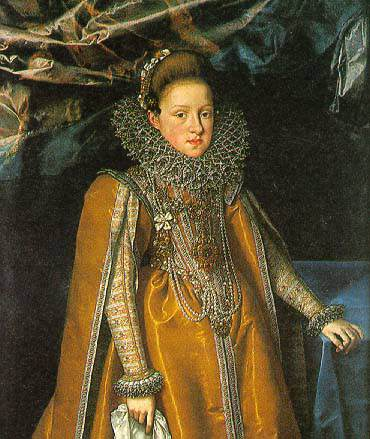
Франс Пурбус молодший. «Принцеса Марія Магдалена Австрійська»
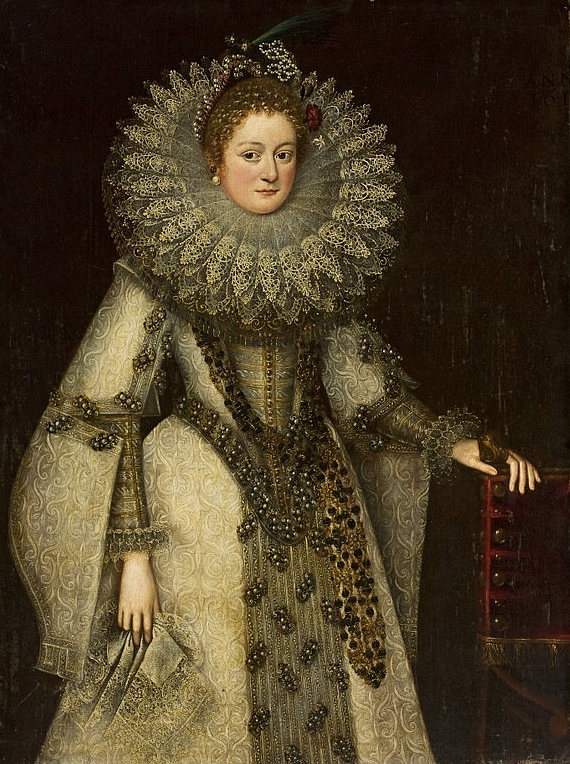
Франс Пурбус молодший. «Портрет шляхетної пані в іспанському вбранні»
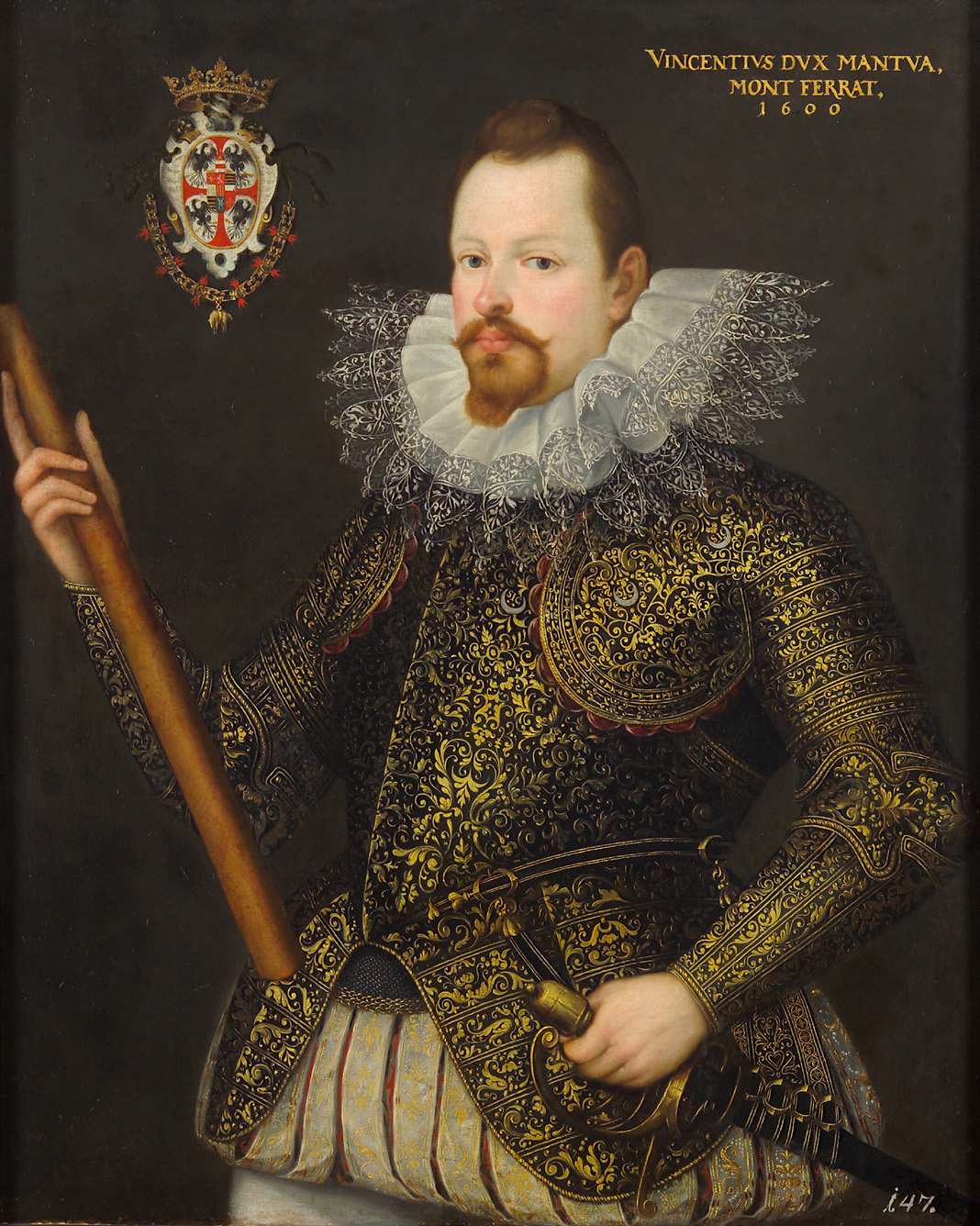
Франс Пурбус молодший. «Вінченцо І Гонзага», герцог Мантуї

## Див.також
- Парадний портрет
- Живопис бароко